# Himno de Cundinamarca

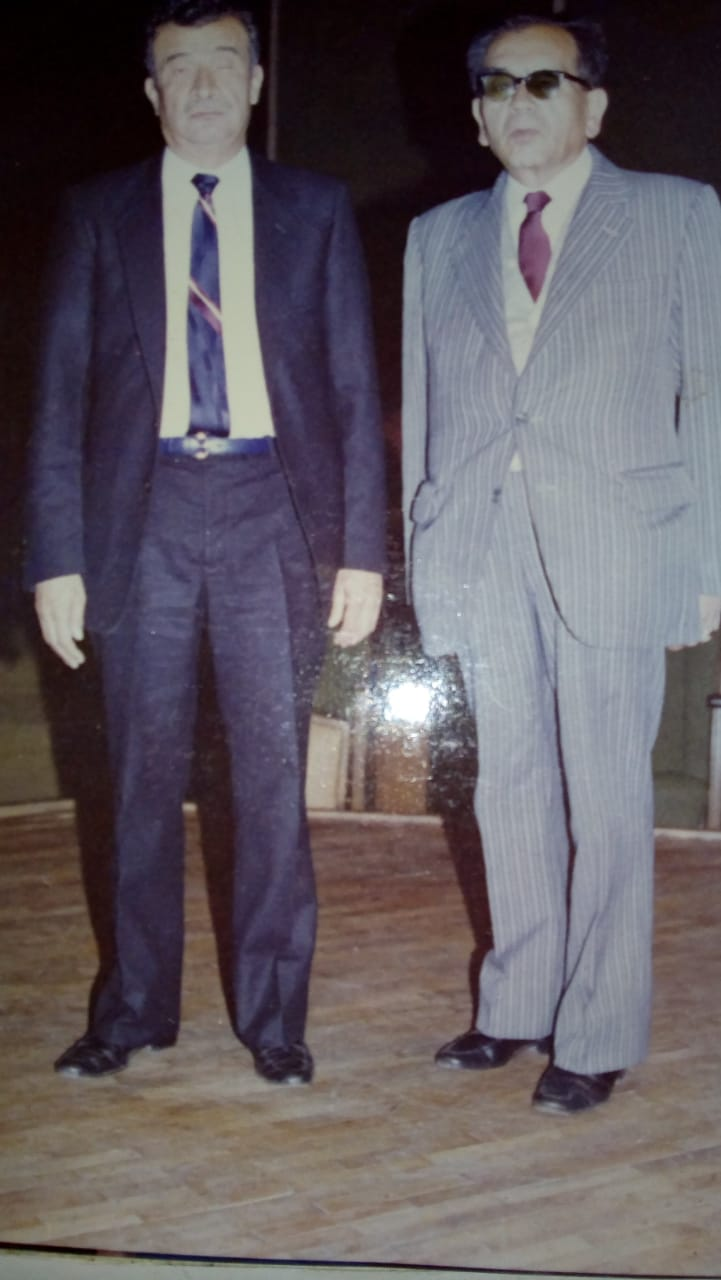
letrista, compositor

Himno de Cundinamarca. Composición patriótica cuya música y letra pertenecen a la tierra y la cultura cundinamarquesa.
El Himno de Cundinamarca se adopta mediante Decreto n.º 1819, de 24 de julio de 1972, cuya música fue compuesta por el músico Hernando Rivera y la letra por el poeta Alberto Perico Cárdenas, elegidos en concurso convocado para el efecto por la Gobernación de Cundinamarca.
El himno fue estrenado el 16 de julio de 1964. Actualmente el himno se interpreta en los actos oficiales del Departamento, dentro de los cuales se destaca la izada de bandera el primer día hábil de cada semana en la plaza de armas de la Sede de la Gobernación de Cundinamarca.

## Letra
CORO

Con acento febril entonemos
de esta tierra su himno triunfal
y a tu historia gloriosa cantemos
para nunca tu nombre olvidar (Bis)

ESTROFA I

Fuiste asiento de tribus heroicas
Cundinamarca, patria sin igual,
que labraron altivas tus rocas
y forjaron tu sino inmortal. (Bis)

ESTROFA II

En tus campos hay sol y esperanza;
son emporio de rica heredad,
a Colombia das hombres de gracia
que le cubren de fe y dignidad. (Bis)

CORO
Wikipedia

## Partitura y música
- Wikisource contiene el documento histórico Himno de Cundinamarca.
- Himno de Cundinamarca (completo)